# Бернар-Марі Кольтес
Бе́рнар-Марі́ Кольте́с (фр. Bernard-Marie Koltès; 9 квітня 1948, Мец — 15 квітня 1989, Париж) — французький драматург, поет, справжній «класик сучасного репертуару» європейської сцени.

## Біографія
Народився у місті Меці (Лотарінгія).
Навчався в єзуїтському колежі, студіював музику, журналістику, займався альпінізмом.
1970 року вперше потрапив до театру і захопився ним. 1971 року написав п'єси «Хмільний процес» (за мотивами «Злочину і кари» Достоєвського), «Марш» (за мотивами «Пісні пісень») — і сам їх поставив. Пізніше написав кілька оригінальних п'єс, зокрема, «Втеча на коні дуже далеко за місто», «Західний причал», «У тиші бавовняних полів», «Ніч перед лісами», «Бійка негра із собаками», «Роберто Зукко», а також прозові твори.
Переклав «Зимову казку» Шекспіра.
Остання п'єса Кольтеса, «Роберто Зукко», була написана автором незадовго до смерті, в основі сюжету — реальний факт, узятий з кримінальної хроніки.
Помер від СНІДу.

## Особисте життя
Бернар-Марі Кольтес був геєм,. проте приховував свою орієнтацію усе своє життя і ніколи не торкався цієї теми у своїх творах.

## Творчість
Драматургія Кольтеса задає нові координати сучасного соціуму, — вільного для гри, але одночасно вільного від зон безпеки. Звичні, сталі поняття та норми, уявлення про речі раптом втрачають свою однозначність.

## Твори

### П'єси
- Les Amertumes (1970), Les Éditions de Minuit, Paris, 1998, 64 p. (ISBN 2-7073-1651-2)
- La Marche (1970), Les Éditions de Minuit, Paris, 2003, 56 p. (ISBN 2-7073-1854-X)
- Procès ivre (1971), Les Éditions de Minuit, Paris, 2001, 80 p. (ISBN 2-7073-1753-5)
- L'Héritage (1972), Les Éditions de Minuit, Paris, 1998, 80 p. (ISBN 2-7073-1650-4)
- Récits morts. Un rêve égaré (1973), Les Éditions de Minuit, Paris, 2008, 96 p. (ISBN 978-2-7073-2038-4)
- Des voix sourdes (1974), Les Éditions de Minuit, Paris, 2008, 96 p. (ISBN 9782707320292)
- Le Jour des meurtres dans l'histoire d'Hamlet (1974), Les Éditions de Minuit, Paris, 2006 (ISBN 2707319678)
- Sallinger (1977), Les Éditions de Minuit, Paris, 1998, 128 p. (ISBN 2-7073-1513-3)
- La Nuit juste avant les forêts, tapuscrit de Théâtre Ouvert (1977), éditions Stock (1978), Les Éditions de Minuit, Paris, 1988, 64 p. (ISBN 2-7073-1163-4)
- Combat de nègre et de chiens (1979), suivi des Carnets, Les Éditions de Minuit, Paris, 1989, 128 p. (ISBN 2-7073-1298-3)
- Quai Ouest (1985), Les Éditions de Minuit, Paris, 1985, 110 p. (ISBN 2-7073-1030-1)
- Dans la solitude des champs de coton (1985), Les Éditions de Minuit, Paris, 1986, 64 p. (ISBN 2-7073-1103-0)
- Tabataba (1986), précédé de Roberto Zucco, Les Éditions de Minuit, Paris, 1990, 130 p. (ISBN 2-7073-1297-5)
- Le Retour au désert (1988), Les Éditions de Minuit, Paris, 1988, 88 p. (ISBN 2-7073-1184-7)
- Roberto Zucco (1988), suivi de Tabataba, Les Éditions de Minuit, Paris, 1990, 128 p. (ISBN 2-7073-1297-5)
- Fragments: Coco (1988), publié avec Roberto Zucco, Les Éditions de Minuit, Paris, 2000, 128 p. (ISBN 978-2-7073-2174-9)

### Проза
- La Fuite à cheval très loin dans la ville: roman (1976), Les Éditions de Minuit, Paris, 1984, 160 p. (ISBN 2-7073-0692-4)
- Prologue (1986) et autres textes (1986—1991), Les Éditions de Minuit, Paris, 1991, 128 p. (ISBN 2-7073-1346-7)

### Автобіографічні видання
- Une part de ma vie: Entretiens (1983—1989), Les Éditions de Minuit, Paris, 1999, 162 p. (ISBN 2-7073-1668-7)
- Lettres, Les Éditions de Minuit, Paris, 2009, 512 p. (ISBN 978-2-7073-2079-7)

## Переклади українською
- Бернар-Марі Кольтес. Роберто Зукко. П'єса. пер. з фр. Анатоль Перепадя. — Київ: Юніверс, 2003. — 64 с.